# Cantón de Montfort-en-Chalosse
El cantón de Montfort-en-Chalosse era una división administrativa francesa, que estaba situada en el departamento de Landas y la región de Aquitania.

## Composición
El cantón estaba formado por veintiún comunas:
- Cassen
- Clermont
- Gamarde-les-Bains
- Garrey
- Gibret
- Goos
- Gousse
- Hinx
- Louer
- Lourquen
- Montfort-en-Chalosse
- Nousse
- Onard
- Ozourt
- Poyanne
- Poyartin
- Préchacq-les-Bains
- Saint-Geours-d'Auribat
- Saint-Jean-de-Lier
- Sort-en-Chalosse
- Vicq-d'Auribat

## Supresión del cantón de Montfort-en-Chalosse
En aplicación del Decreto nº 2014-181 de 18 de febrero de 2014, el cantón de Montfort-en-Chalosse fue suprimido el 22 de marzo de 2015 y sus 21 comunas pasaron a formar parte del nuevo cantón de Ladera de Chalosse.